# لهجة جياناو
لهجة جياناو (المين الشمالية: Gṳ̿ing-é-dī / 建甌事؛ الصينية: الصينية المبسطة: 建瓯话؛ الصينية التقليدية: 建甌話؛ بينيين: Jiàn'ōuhuà)، والمعروفة أيضًا باسم لهجة كينو، هي لهجة محلية من لغة مين الصينية الشمالية المحكية في جياناو في مقاطعة فوجيان الشمالية. تعتبر اللغة المشتركة القياسية في جياناو.

## علم الأصوات
وفقًا لقاموس "نغمات كيين تشو الثمانية" (建州八音)، وهو قاموس ريم نُشر عام ١٧٩٥، كانت لهجة جياناو تحتوي على ١٥ حرفًا أوليًا و٣٤ ريمًا و٧ نغمات في القرن الثامن عشر، إلا أن اللهجة الحديثة لا تحتوي إلا على ٦ نغمات فقط نظرًا لاختفاء نغمة "المستوى الخفيف" (陽平).